# Cronologia della storia antica (3000 a.C. - 2501 a.C.)

## Eventi importanti

### 3000 a.C. (III millennio a.C.)

#### Europa
- Antica GreciaMappa della Mezzaluna Fertile

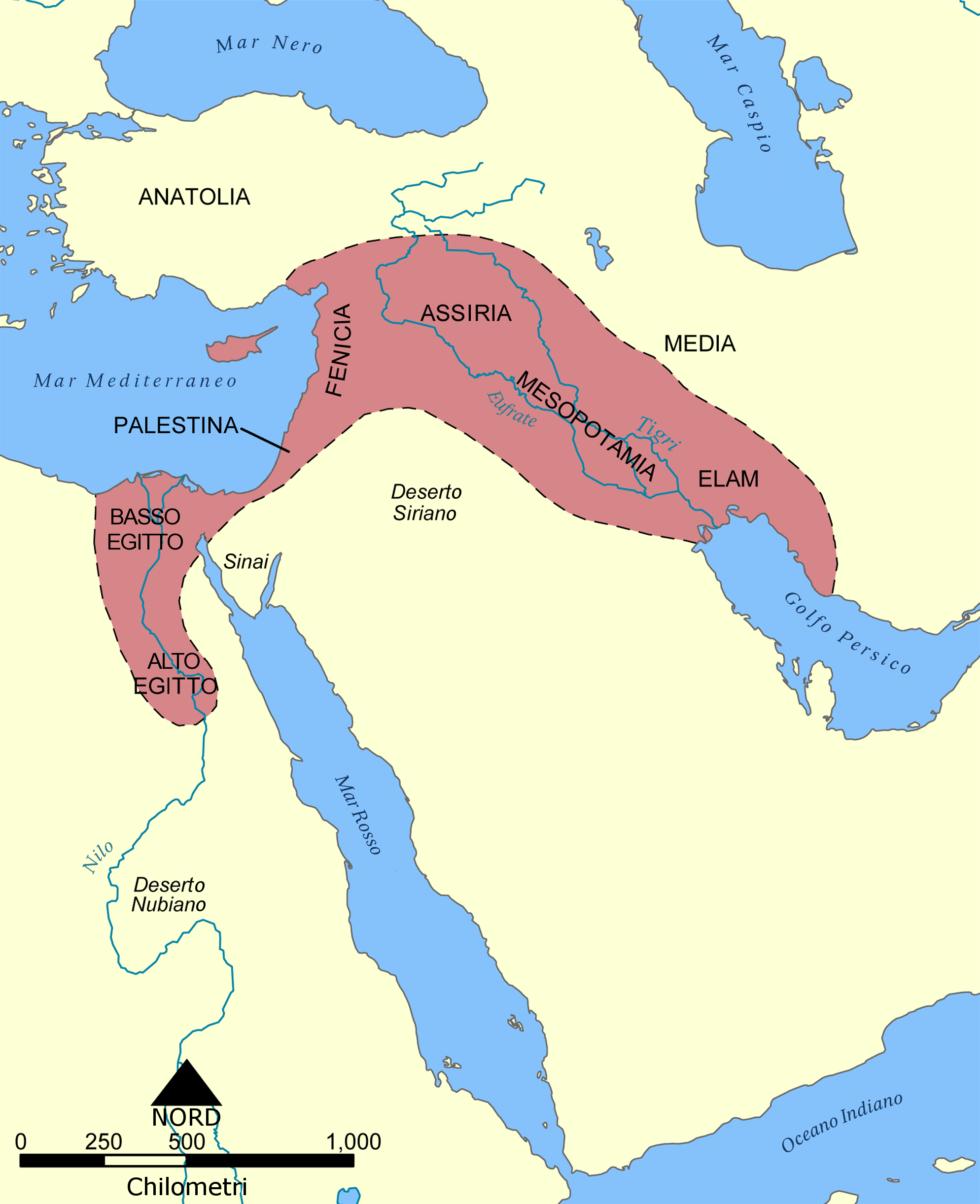
Mappa della Mezzaluna Fertile

  - Inizio del periodo II Antico Minoico o AMII a Creta (fino al 2300 a.C.)
  - Cultura calcolitica di Dimini in Tessaglia (Grecia)
- Europa Centrosettentrionale
  - L'agricoltura si estende fino al Mar Baltico
  - Gran Bretagna: Prime costruzioni a Stonehenge
  - Ucraina: Primi stanziamenti di popolazioni indoeuropee

#### Asia
- Vicino oriente

- Mesopotamia

Schema cronologico generale del Vicino Oriente (cronologia intermedia)

  - Età del bronzo in Mesopotamia: Insediamenti stabili Sumeri a Eridu, Ur, Uruk, Lagash, Nippur, Shuruppak, Marad, Kish, Sippar, Adab
  - Etana di Kish 13º Mitico Lugal di Kish, preceduto da Arwium e seguito da Balih
  - Insediamenti urbani di popolazioni cananee in Palestina
  - Primi insediamenti nell'area di Ebla, in Siria, fino al 1500 a.C. (contatti e scambi commerciali, in generale, con tutta l'area del Vicino Oriente antico e, segnatamente, con l'Iran e l'Afghanistan)
  - Primi insediamenti urbani nella città di Aleppo, in Siria
- Fase di Troia I (Blegen), fino al 2600 a.C. - Primi insediamenti sulla collina di Hissarlik, villaggio neolitico, con ritrovamenti di utensili in pietra e di abitazioni dalla struttura elementare
- Bahrain: Inizio della Cultura Dilmunanche nota come Telmun è un'antica civiltà associata ai ritrovamenti archeologici nelle isole del Bahrain nel Golfo Persico. A causa della sua posizione lungo le rotte commerciali che univano la Mesopotamia ai regni della Civiltà della valle dell'Indo, la civiltà Dilmun si sviluppò intorno all'Età del Bronzo, dal 3000 a.C., diventando uno dei crocevia commerciali più importanti del mondo antico.
- Persia: Prime tracce della Civiltà di Jiroft, forse il mitico paese di Aratta citato nei testi sumerici

Estremo oriente
- - Cina: Cultura calcolitica di Longshan in Cina (fino al 2000 a.C.) (Coltivazione del riso e miglio, granai, Addomesticamento animali, baco da seta, ceramiche dipinte e decorate, uso del tornio, vasi in rame, sepolcri, costruzione di città). Periodo dei Tre Augusti e Cinque Imperatori (三皇五帝 Sān Huáng Wǔ Dì) furono sovrani mitologici della Cina durante il periodo dal 2952 a.C. al 2194 a.C., cioè il tempo che precede la dinastia Xia. I titoli huáng e dì, abitualmente tradotti augusto e imperatore, in origine erano probabilmente riservati alle divinità, poiché nei testi prima dell'era imperiale non erano usati per designare i sovrani, che venivano chiamati wáng (王, "re"), gōng (公, "duca"), ecc. L'imperatore Shi Huangdi della dinastia Qin fu il primo a combinare i due titoli per formare huángdì (皇帝), imperatore poi ripreso dagli altri sovrani cinesi.
  - Indocina: Popolazioni miste di Austronesiani si muovono dal sud-ovest della Cina verso sud, diffondendosi dall'Indocina, all'Indonesia, alle Filippine, Madagascar fino all'Isola di Pasqua: In queste aree diffonderanno la coltivazione del riso, la canoa a bilanciere e monumenti megalitici (fino al 1000 a.C.)
  - India: Civiltà della valle dell'Indo (fino al 1700 a.C.). Scoperta della scrittura in India presso la civiltà di Harappa dove si svilupperà una vera struttura urbana almeno dal 2600 a.C. La cultura di Harappa, tramite le vie commerciali che attraversavano l'Elam era in contatto con la cultura mesopotamica.[2]

#### Africa e Americhe
- Nordafrica, Africa orientale: inizio del Neolitico
  - Antico Egitto: Termina la I dinastia e si succedono la II, la III e la IV. Vengono costruite le piramidi, dalle prime a gradoni a quelle principali di Giza perfettamente piramidali. Viene gradualmente sistemata l'amministrazione del regno con la suddivisione in distretti,
- America centrale: Inizio del Neolitico - Prime coltivazioni di mais in Mesoamerica

### 3000 a.C. - 2951 a.C.
- inizio del periodo di Gemdet Nasr o predinastico in Mesopotamia (fino al 2900 a.C.)
- c. 2995 a.C. - Antico Egitto: Anedjib sesto faraone (circa 2995 a.C. - 2985 a.C.) della I dinastia egizia
- c. 2993 a.C. - Antico Egitto: Anedjib combatté una guerra vittoriosa contro la popolazione degli Iuntyu, autoctona dell'Egitto.
- c. 2985 a.C. - Antico Egitto: Semerkhet settimo faraone (circa 2985 a.C. - 2960 a.C.) della I dinastia egizia: operò una damnatio memoriae nei confronti del predecessore Anedjib e della regina Merneith, sua madre, come fossero degli usurpatori.
- c. 2960 a.C. - Antico Egitto: Qa'a ottavo e ultimo faraone (circa 2960 a.C. - 2925 a.C.) della I dinastia egizia: operò una damnatio memoriae nei confronti del predecessore Semerkhet.
- c. 2952 a.C. - Cina: Secondo la tradizione, Fu Hsi diventa Augusto della Cina.Nuwa e Fu Hsi dipinti sui murali della dinastia Han (206 a.C. – 220 d.C.)

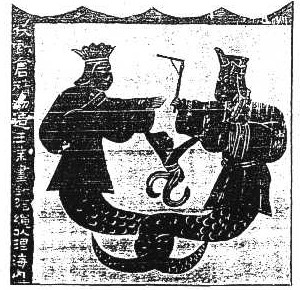
Nuwa e Fu Hsi dipinti sui murali della dinastia Han (206 a.C. – 220 d.C.)

  - Narra la leggenda che sia nato da un palude, nella quale abitavano i draghi. Si tramanda che avesse quattro occhi e una coda di serpente; veniva rappresentato sempre allacciato, tramite la coda, alla sorella Nüwa, che prese in sposa, lei con un compasso, lui con una squadra in mano; i due strumenti indicano che i due sovrani inventarono norme, regole, standard.[3] Considerato il primo eroe civilizzatore cinese, a lui vengono attribuite l'invenzione del sistema divinatorio Yi Jing, della metallurgia, della scrittura, del calendario, oltre ad essere stato anche l'iniziatore di varie attività umane, tra cui l'allevamento degli animali, la pesca, la musica. Viene ricordato anche per il suo celebre diagramma, detto Diagramma di Fu Xi.

### 2950 a.C. - 2901 a.C.
- c. 2930 a.C. - Antico Egitto: Il consolidarsi del potere centrale è testimoniato dall'istituzione della festa detta Sed (Giubileo Reale per il 30º anniversario di regno del faraone Qa'a)
- c. 2925 a.C. - Antico Egitto: Inizio della II Dinastia - Hotepsekhemwy 9º faraone (circa 2925 a.C. - 2880 a.C.) - II Dinastia
  - La circostanza che il suo nome si trovi sui sigilli della tomba di Qa'a a Umm el-Qa'ab sembra confermare quanto lascia supporre il Papiro di Torino ossia che tra prima e la seconda dinastia thinita non vi sia stata alcuna interruzione infatti le due dinastie vengono elencate di seguito senza interruzioni. Forse non è imparentato con il suo predecessore Qa'a, salvo il fatto di averne sposato la figlia e quindi di aver assunto attraverso essa la titolatura reale. È anche vero che alcuni studiosi hanno interpretato il nome del sovrano come l'indicazione di una ritrovata pace tra Alto Egitto e Basso Egitto.

### 2900 a.C. - 2861 a.C.
- c. 2900 a.C. - Mesopotamia
  - Inizio del Periodo proto-dinastico I (fino al 2750 a.C.)
    - In questo periodo si assistette alla progressiva frammentazione e regionalizzazione della mesopotamia con la nascita delle prime città-stato. In questa fase il pantheon sumerico è ancora non strutturato e definito[4], in ogni città si hanno tradizioni religiose e divinità diverse.

  - Grande inondazione a Shuruppak (probabile evento mitico del Diluvio universale)
  - fondazione della città sumera di Mari. Mari non va considerato come un piccolo insediamento che poi è cresciuto[5], ma piuttosto una nuova città fondata nel periodo proto-dinastico I mesopotamico, circa 2900 a.C., allo scopo di controllare le vie fluviali dell'Eufrate che erano parte delle vie commerciali che collegavano il Levante con il meridione di Sumer[5][6].
- c. 2897 a.C. - Vietnam: Regna la Dinastia Hồng Bàng fino al 257 d.C., secondo Việt Nam sử lược di Trần Trọng Kim.[7]
  - Gli storici pensano che dal 2897 a.C. al 257 d.C. sul Vietnam governarono 18 regnanti Hùng (sicuramente di più, perché probabilmente certi nomi di sovrani, apparentemente singoli, in realtà identificano tutta una sottodinastia) della Dinastia Hồng Bàng. È il primo stato costituito in Asia e il secondo nel mondo.
- c. 2888 a.C. - Antico Egitto: Sesto Africano scrive:
  - ... durante il 38º anno di regno di Hotepsekhemwy, si aprì una voragine a Bubasti e molti persero la vita... La notizia può essere ritenuta attendibile essendo Bubasti una zona ad alto rischio sismico.
- c. 2880 a.C. - Antico Egitto: Reneb 10º faraone (circa 2880 a.C. - 2841 a.C., secondo Sesto Africano)- II Dinastia
  - Sugli eventi del regno di Reneb vi sono poche notizie, la Pietra di Palermo, seppur danneggiata proprio in corrispondenza di questo sovrano, sembra confermare i 39 anni di regno che gli attribuisce Sesto Africano. Sempre Africano aggiunge queste brevi notizie: ...durante il suo regno i tori Api di Menfi e Mnevis di Eliopoli e l'ariete di Mendes venivano adorati come divinità. Non si conosce l'ubicazione della tomba di Reneb anche se alcuni recenti ritrovamenti, di sigilli cilindrici, fanno pensare che possa trovarsi sotto la via Cerimoniale che conduce alla piramide di Waditawy.

### 2860 a.C. - 2831 a.C.
- c. 2841 a.C. - Antico Egitto: Ninetjer 11º faraone (circa 2841 a.C. - 2803 a.C., secondo la Pietra di Palermo) - II Dinastia
  - Sesto Africano scrive: ...durante il suo regno venne deciso che le donne potessero regnare.. Ciò è probabilmente dovuto alla circostanza che nelle liste reali il successore di Ninetjer è identificato con Uadjnas che è un nome femminile. Tale termine, con tutta probabilità, deriva dall'errata lettura di un segno geroglifico caduto in disuso ed interpretato come il fusto di papiro, che appunto ha nome femminile. Anche la tomba di Ninetjer non è nota e come altre potrebbe trovarsi coperta dalla via Cerimoniale della piramide di Waditawy
- c. 2838 a.C. - Cina: secondo la tradizione, nasce Shen Nung, che sarebbe diventato Il 3º augusto della Cina, figlio dei primi due Augusti, Fu Hsi e Nüwa.
- c. 2836 a.C. - Cina: secondo la tradizione, muore Fu Hsi: Nüwa, moglie e sorella di Fu Hsi, 2º augusto della Cina.
  - Nüwa (in cinese tradizionale: 女媧, in cinese semplificato: 女娲, in pinyin: nǚwā) è una divinità femminile della creazione, secondo la mitologia cinese. Sorella di Fuxi, primo degli eroi civilizzatori cinesi, oltreché sposa e inventrice della istituzione del matrimonio. Il suo aspetto è a metà strada tra l'essere umano, di cui appare la testa e l'animale, solitamente il corpo dalle sembianze di serpente o di pesce. Secondo la tradizione è Nüwa a inventare la musica e la tecnica per suonare il flauto, ma soprattutto è lei a creare gli uomini, plasmandoli dall'argilla. Dapprima diede vita agli uomini neri, che furono però cotti un po' troppo, poi limitando eccessivamenti i tempi di cottura sfornò gli uomini bianchi, ed infine finalmente i gialli.[8]

### 2830 a.C. - 2801 a.C.
- c. 2803 a.C. - Antico Egitto: Ueneg 12º faraone (circa 2803 a.C. - 2786 a.C., sec. Sesto Africano)- II Dinastia (forse prima donna faraone?)
  - Il geroglifico utilizzato nel nbty (nebti) (Le due Signore), come risulta dai graffiti su undici frammenti di vasellame ritrovati nei pressi della piramide a gradoni di Saqqara, riporta l'immagine di un fiore sconosciuto. Questo glifo cadde in disuso molto prima della redazione delle liste reali in cui venne interpretato come fusto di papiro (w3ḏ), da cui il nome Uadjnes che è però femminile e letteralmente significa verde di lingua. La traduzione in greco di tale nome net-las ha generato il Tlas con cui questo sovrano è ricordato da Manetone. È anche da riferire che un altro documento indica come successore di Ninetjer un sovrano con nome nswt-bty Nefersenedj-Rau che potrebbe essere messo in relazione con Sened, di norma considerato il successore di Ueneg. Secondo questa teoria Sened e Ueneg avrebbero regnato contemporaneamente uno sull'Alto e l'altro sul Basso Egitto. Questa ipotesi, che ipotizza una rottura nell'unità dello stato egizio, però non ha finora trovato ulteriori conferme.

### 2800 a.C. (XXVIII secolo a.C.)
- Mesopotamia
  - Inizio del Periodo protodinastico II (dal 2750 a.C. fino al 2600 a.C.)
  - Meskiaggasher Mitico fondatore della prima dinastia di Uruk

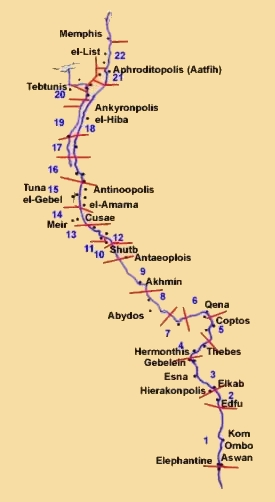
I 22 distretti dell'antico Egitto

    - Dalla Lista dei re sumeri: "In Eanna, egli regnò per 324 [varianti: 325] anni. Mes-ki-AG-Gaser entrò nel mare e scomparve... Enmerkar, il figlio di Mes-ki-AG-Gaser, il re di Unug, che ha costruito Unug [varianti: sotto il quale è stato costruito Unug], divenne re; regnò per 420 anni.".[9] Eanna, transl. E-ana ("Casa del Paradiso") era il nome del tempio di Inanna a Uruk. Si ritiene che durante il regno di Mesh-ki-ang-Gasher fosse la fortezza o il castello attorno al quale il figlio avrebbe costruito la città di Uruk, e che sarebbe diventato il tempio principale della sua dea protettrice. A differenza dei suoi successori Enmerkar, Lugalbanda, Dumuzi il pescatore, e Gilgamesh, Mesh-ki-ang-gasher non è citato nell'epica Sumera o in altre leggende relative alla lista dei Re. La sua natura come il figlio del dio del sole, il fondatore di una dinastia di grandi e la sua misteriosa "scomparsa" nel mare gli danno un sapore per lo più mitologico. Il suo figlio Enmerkar viene anche chiamato "figlio di Utu" nella leggenda sumera Enmerkar e il signore di Aratta dove, oltreI 22 distretti dell'antico Egitto alla fondazione di Uruk, a Enmerkar è accreditata anche la costruzione di un tempio a Eridu e anche l'invenzione della Scrittura. Nel sistema di David Rohl di identificazioni di persone Età del Bronzo, con personaggi della Bibbia Ebraica, Mesh-ki-ang-gasher corrisponde al personaggio biblico Cush.[10]

  - Prima attestazione della lingua accadica in alcuni testi sumeri
- Antico Egitto
  - Sistemazione definitiva del pantheon religioso in Egitto
  - Istituzione dei distretti (Sepat)
- Scandinavia: Cultura dell'ascia da combattimento (fino al 1900 a.C.)
  - I manufatti caratteristici di questa cultura (ceramica con decorazione impressa a corda, asce da combattimento, e altri simboli di autorità) iniziarono a comparire in sepolture a pozzetto sotto bassi tumuli tra lo Jutland e il fiume Bug Occidentale, per circa duecento anni, contemporaneamente alle culture del bicchiere campaniforme (Trichterbercher, o TRB, o Funnelbeaker) e dell'anfora globulare. L'uso si diffuse nella Landa di Luneburgo (Bassa Sassonia) e quindi nella pianura nord-europea, nella regione del Reno, in Svizzera, in Scandinavia e sulle coste del mar Baltico e in Russia fino a Mosca, dove si incontrò con le culture pastorali indigene delle steppe.

### 2799 a.C. - 2761 a.C.
- c. 2786 a.C. - Antico Egitto: Sened 13º faraone (circa 2786 a.C. - 2780 a.C., secondo Lista di Saqqara)- II Dinastia
  - Il nome con cui compare nelle liste reali è abbastanza inconsueto visto il suo significato di Colui che ha paura (probabilmente dovuto a un indebolimento del potere effettivo, a causa di frizioni fra Alto e Basso Egitto). Incerta è la sua successione, in quanto dopo il suo nome le liste divergono. Dai dati archeologici il suo successore sembra Sekhemieb-Perenmaat, successivamente noto come Peribsen, e si ritiene, in base a talune iscrizioni, che abbia regnato per un certo periodo in parallelo a Peribsen in uno scenario di separazione tra Alto Egitto e Basso Egitto, a conferma del suo debole potere effettivo e del suo inusuale nome Horo.
- c. 2780 a.C. - Antico Egitto: Sekhemieb-Perenmaat (Peribsen) 14º faraone (circa 2780 a.C. - 2754 a.C., sec. d.a.) - II Dinastia
  - Tra gli studiosi non vi è concordanza nel determinare quale relazione vi sia tra Peribsen e Sekhemieb-Perenmaat; per alcuni questi è un predecessore di Peribsen, per altri il suo successore; secondo altri si tratta dello stesso sovrano salito al trono come Horo Sekhemib e che avrebbe poi cambiato il nome in Seth Peribsen. Allo stato attuale delle conoscenze non vi sono prove tali da permettere di scegliere tra una di queste teorie anche se il ritrovamento della tomba di Peribsen (tomba P della necropoli di Abido) ma non di quella di Sekhemib potrebbe far pendere la bilancia in favore della teoria che li vede come un unico sovrano. Durante il suo regno potrebbe aver avuto luogo una rivolta nelle province più settentrionali (Basso Egitto), rivolta che potrebbe aver avuto come conseguenza lo spostamento ad Abido della capitale e la sostituzione del culto di Horo come protettore del sovrano con il culto di Seth. È possibile che proprio per questa scelta religiosa e politica, il confronto tra i due dei è legato al confronto tra Alto e Basso Egitto, di questo sovrano ne abbia provocato la damnatio memoriae che lo ha cancellato da tutti i documenti disponibili. Comunque durante la IV dinastia il culto di Peribsen era ancora vivo a Giza. Quello che è possibile ipotizzare è che il periodo che va dalla morte di Ninetjer fino all'ascesa al trono di Khasekhemwy (probabilmente ultimo sovrano della II dinastia) sia stato caratterizzato da rivolgimenti nella religione e forse anche da divisioni dell'Egitto che perdette, almeno per un breve periodo, la sua unitarierà.

### 2760 a.C. - 2731 a.C.
- c. 2754 a.C. - Antico Egitto: Khasekhemui (Khasekhem?) 15º faraone (circa 2754 a.C. - 2727 a.C., sec. d.a.)- II Dinastia
  - La collocazione di questo sovrano nella sequenza non è chiara in quanto il Canone reale lo pone dopo Aka, Neferkaseker, e Hudjefa mentre altre liste sono ordinate in modo diverso. Tenendo presente che l'ultimo sovrano della II dinastia è ricordato per le sue campagne militari soprattutto nel nord dell'Egitto e che l'unione del nebwy Hotepimef con il nome ufficiale può essere reso come L'Horo e Seth Khasekhemui, i Due Signori sono in pace con lui è possibile ipotizzare che questo sovrano abbia nuovamente riunito le due corone del Basso ed Alto Egitto dopo un periodo di divisione. Si può allora supporre questa situazione: Peribsen e Khasekhem regnarono nello stesso tempo sulle due parti dell'Egitto, Khasekhem (o il suo successore) unificò nuovamente il paese e cambiò nome aggiungendo il nome di Seth alla titolatura in segno di pacificazione. Ulteriore segno di questa volontà di pacificazione è che la tomba di Peribsen non venne distrutta o il suo nome cancellato dalle iscrizioni. Durante il suo regno si assistette ad un notevole sviluppo tecnologico. La Pietra di Palermo ricorda che nel quindicesimo anno del suo regno venne realizzata una statua in rame e che due anni prima il sovrano aveva fatto costruire un tempio, detto La dea rimane, completamente in pietra, notizia questa che conferma che la padronanza della costruzione in pietra venne acquisita già prima della III dinastia. Khasekemui venne sepolto nella necropoli reale di Umm el-Qa'ab, presso Abido, nella tomba V.
- c. 2750 a.C. - Mesopotamia: Enmerkar Mitico 2º Re sumero di Uruk
  - Secondo la tradizione, era figlio di Meshkegiaggart re-sacerdote del villaggio di Eanna che verrà inglobato in Uruk. Secondo la Lista dei re Sumeri il suo regno durò 420 anni. Secondo la mitologia mesopotamica l'eroe Gilgamesh sarebbe il nipote di Enmerkar tramite suo padre Lugalbanda visir di Uruk. Le sue gesta sono ricordate in almeno due poemi epici della letteratura sumera: -Enmerkar e il signore di Aratta-, dove viene descritta l'invenzione della scrittura che serve per il commercio con una favolosa città tra i monti dell'Iran, l'altro poema è -Enmerkar e Enshuhgirana-.Antica illustrazione raffigurante Shennong

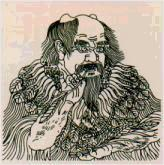
Antica illustrazione raffigurante Shennong

- c. 2738 a.C. - Cina: Secondo la tradizione, Shen Nung diventa il 3º augusto della Cina (fino al 2698 a.C.).

### 2730 a.C. - 2701 a.C.
- c. 2727 a.C. - Antico Egitto:
  - Inizio dell'Antico Regno dell'Egitto - Inizio della III Dinastia - Menfi Capitale
  - Sanakhte 16º faraone (circa 2727 a.C. -2680 a.C., secondo dati archeologici)- II Dinastia
    - Sanakht è stato considerato per molto tempo il fondatore della III dinastia. Secondo questa teoria si tratterebbe, presumibilmente, di un figlio di Nymaathap, figlia di Khasekhemwy ultimo(?) sovrano della II dinastia. Sanakhte sarebbe anche, sempre secondo lo stesso schema, fratello maggiore del suo successore Djoser. La tomba di Sanakht si trova nella necropoli di Abu Rawash
- c. 2720 a.C. - Mesopotamia: Lugalbanda Mitico 3º Re sumero di Uruk
  - Il mito gli assegna 1.200 anni di regno e sostiene che originariamente fosse un pastore. Sarebbe succeduto al padre Enmerkar. Nell'epopea di Gilgamesh viene addirittura considerato dal figlio un dio. Esistono due poemi epici che hanno come protagonista il re di Uruk. Vengono comunemente chiamati Lugalbanda I (chiamato anche Lugalbanda nella grotta della montagna) e Lugalbanda II (o Lugalbanda e l'uccello Anzud). I due testi non raccontano del suo regno, ma narrano i suoi trascorsi militari e politici e che lo portarono a diventare erede del trono di Uruk. Sebbene fosse il generale del padre, nei due poemi non si racconta mai di un suo coinvolgimento diretto nelle battaglie. Per questo, alcuni studiosi considerano i poemi di Lugalbanda i primi racconti epici di pace.

### 2700 a.C. (XXVII secolo a.C.)

#### Mezzaluna fertile
- Mesopotamia
  - Dumuzi Leggendario 4º Re sumero di Uruk
    - Nella lista reale sumerica Dumuzi è anche indicato come 4º sovrano della mitica I dinastia di Uruk. Nel poema del ciclo epico sumerico a lui dedicato le caratteristiche divine di Dumuzi si sovrappongono alle sue caratteristiche di sovrano (impegnato, in particolare, nello scontro tra Uruk e Aratta).

  - Enmebaragesi 22º Re sumero di Kish
    - È uno dei primi re sumeri di cui sia stata accertata la storicità grazie ai reperti archeologici (viene citato in due frammenti di vasi in alabastro trovati a Nippur). Fu il successore di Iltasadum. La lista dei re Sumeri gli assegna 900 anni di regno. I testi che parlano di lui lo indicano come conquistatore di Elam e costruttore del tempio di Enlil a Nippur (quest'ultimo riferimento è contenuto nelle Cronache di Tummal). Sarebbe stato catturato dal predecessore di Gilgamesh, Dumuzi. Gli successe intorno al 2680 a.C. il figlio Agga. Il suo nome è accennato nell'epopea di Gilgamesh.
- Persia: Prime tracce del Regno di Elam in Iran sudoccidentale

#### Europa
- Antica Grecia
  - Periodo Antico Elladico I in Grecia - Popolazioni protoindoeuropee (Pelasgi), fino al 2500 a.C.
    - È contrassegnato dall'apparizione in Grecia di una popolazione agricola che probabilmente non parlava una lingua protoindoeuropea. Molto poco si conosce di questa società, eccetto il fatto che le tecniche di base della lavorazione del bronzo furono per prima sviluppate in Anatolia, e furono comunque mantenuti i contatti culturali con l'Anatolia occidentale. La loro apparizione coincide con l'inizio dell'età del bronzo in Grecia.diffusione della Cultura del vaso campaniforme

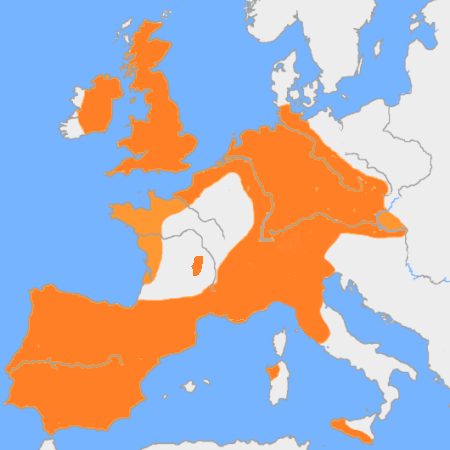
diffusione della Cultura del vaso campaniforme

  - Periodo Protocicladico II nell'Egeo. (fino al 2000 a.C.)
    - L'economia delle popolazioni locali si basava essenzialmente sull'agricoltura e sull'allevamento ma il ritrovamento di prodotti artigianali cicladici (soprattutto rappresentazioni di navi sulla ceramica e piccole barche di pietra) nell'Attica, nel Peloponneso e in molte altre zone della Grecia testimonia anche una notevole abilità nella costruzione delle imbarcazioni e una predisposizione della popolazione per i commerci marittimi. La vita nelle Cicladi, in base a una ricostruzione storica, doveva essere semplice e sobria rispetto alla vita cretese. La maggiore originalità artistica è stata attribuita proprio a questo periodo.
- Europa occidentale: Cultura del vaso campaniforme fino al 1900 a.C.
  - Presente in Portogallo, Spagna, Francia (escluso il massiccio centrale), Gran Bretagna e Irlanda, Paesi Bassi, Germania tra l'Elba e il Reno, Austria e Ungheria.Si tratta di un'antica cultura indoeuropea, più precisamente proto-celtica; Marija Gimbutas, in questo contesto, la fa derivare da culture dell'Europa centro-orientale kurganizzate da incursioni di tribù indoeuropee delle steppe. Recenti studi hanno dimostrato che le primi attestazioni del campaniforme si ebbero nel territorio che è oggi parte dei Paesi Bassi.

#### India

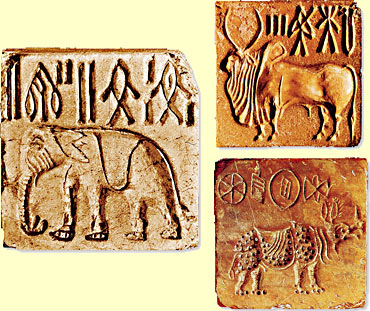
Sigilli di steatite con esempi di scrittura della civiltà della Valle dell'Indo

- India - resti archeologici dimostrano commerci della Civiltà della valle dell'Indo con la Città sumera Kish. Civiltà della valle dell'Indo (fino al 1700 a.C.). In particolare il sito di Harappa si svilupperà con la creazione di una vera struttura urbana almeno dal 2600 a.C. e la scoperta della scrittura. La cultura di Harappa, tramite le vie commerciali che attraversavano l'Elam era in contatto con la cultura mesopotamica. I testi sumeri e accadi si riferiscono ripetutamente a un popolo con cui si ebbero attivi scambi commerciali, chiamato Meluḫḫa, che potrebbe essere identificato con la civiltà della valle dell'Indo.

### 2699 a.C. - 2681 a.C.
- c. 2698 a.C. - Cina: Sale al trono in Cina il mitico Imperatore Giallo, il primo dei 5 imperatoriAntica illustrazione raffigurante Huang Di

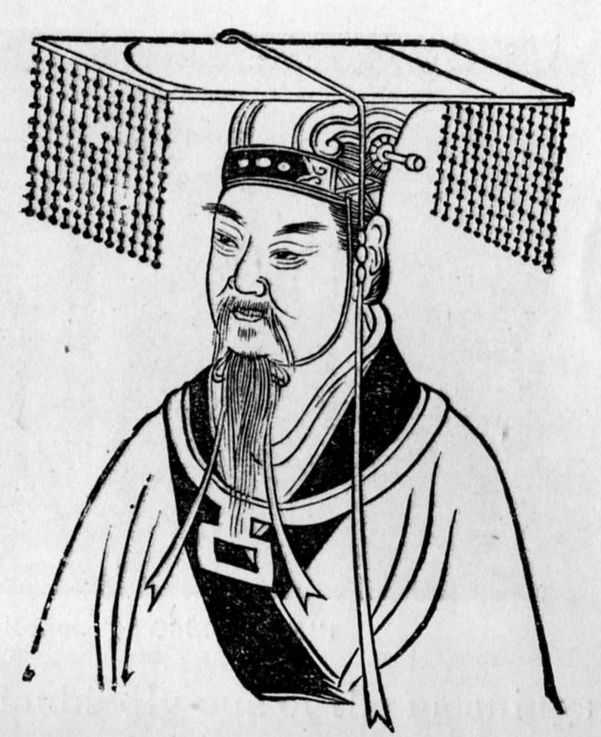
Antica illustrazione raffigurante Huang Di

  - Huang Di, o Huang Ti, detto l'Imperatore Giallo, leggendario imperatore cinese, ed anche definito un eroe culturale, è considerato l'antenato di tutti gli han. Sarebbe uno dei Cinque Imperatori e avrebbe regnato, secondo la tradizione, tra il 2698 e il 2596 a.C. Secondo la tradizione, nel 2634 a.C. utilizzò un carro con uno speciale dispositivo differenziale collegato alle ruote che faceva sì che una statua puntasse sempre nella stessa direzione nonostante le curve compiute dal veicolo. Una delle leggende che lo riguardano narra che l'Imperatore Giallo avrebbe catturato il mostro Bai Ze sulla cima del monte Dongwang, dove gli avrebbe descritto 11520 tipi di mostri, mutaforme, demoni e spiriti. Un collaboratore di Huang Di avrebbe illustrato queste descrizioni realizzando il libro Bai Ze Tu, che oggi è scomparso. Avrebbe combattuto anche contro Chi You, leggendario re degli hmong, dio della guerra ed inventore delle armi in metallo. I hmong furono sconfitti a Zhuolu dagli eserciti uniti di Huang Di e di Yandi, condottieri della tribù Huaxia, che volevano il controllo della valle di Huang He. La battaglia, avvenuta nel 2600 a.C., fu combattuta in una fitta nebbia e si racconta che gli Huaxia ebbero la meglio grazie all'uso della bussola magnetica. # In Cina sono stati prodotti diversi sceneggiati televisivi che trattano la vita di Huang Di. La loro accuratezza storica è comunque contestata, dato che si focalizzano principalmente su arti marziali, Wuxia e gli aspetti drammatici. L'Imperatore Giallo è il protagonista del racconto "La gente dello specchio" di Jorge Luis Borges. La scrittrice fantasy inglese China Miéville ha utilizzato questa storia come base per il suo racconto "The Tain", nel quale descrive una Londra post-apocalittica.
- c. 2685 a.C. - Mesopotamia: Agga 23º Re sumero di Kish (2685 a.C. -2650 a.C.)Gilgamesh che doma un leone, fregio dal palazzo di Sargon II (Museo del Louvre)

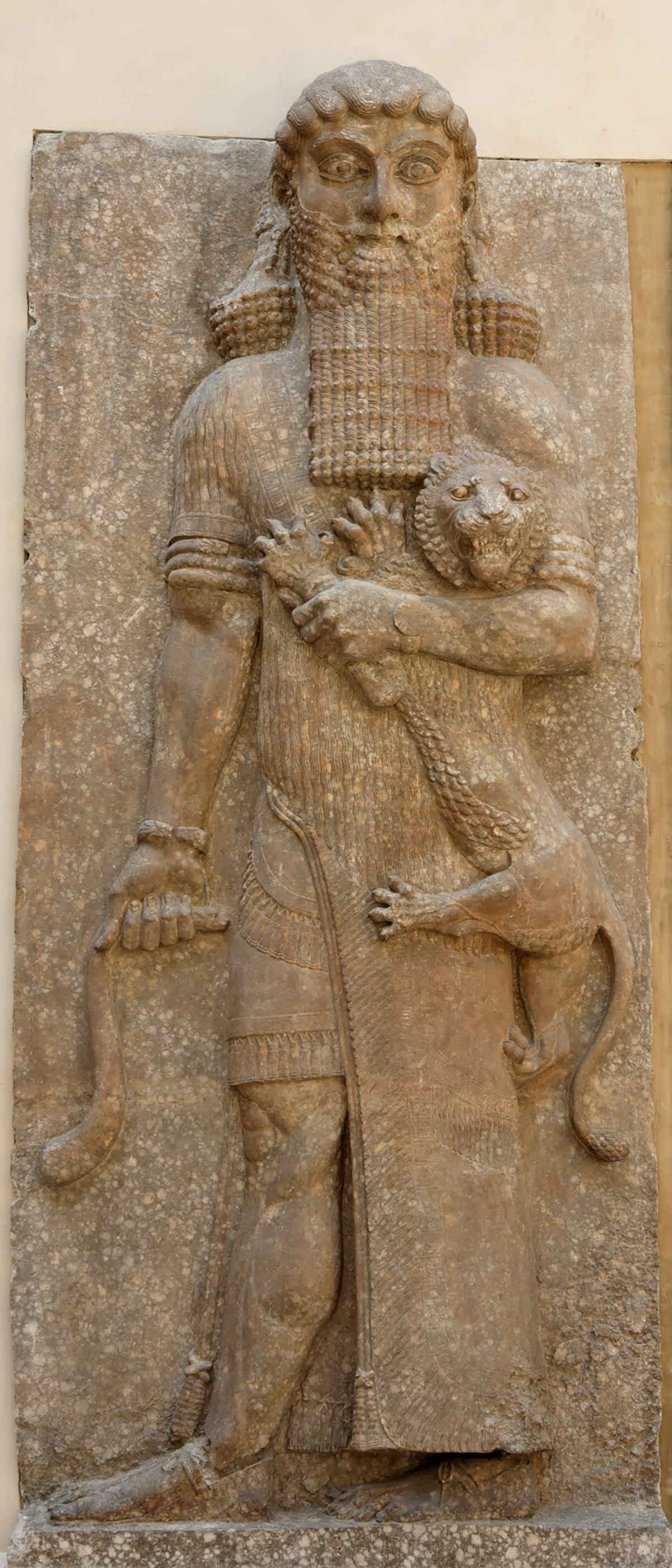
Gilgamesh che doma un leone, fregio dal palazzo di Sargon II (Museo del Louvre)

  - Agga è stato un sovrano sumero della città di Kish: il suo scontro con l'eroe Gilgamesh è raccontato nell'Epopea di Gilgamesh. Agga era il figlio di Enmebaragesi, cui succedette. Fu l'ultimo re della dinastia di Etana, in quanto venne sconfitto da Gilgamesh, quinto re della città di Uruk, dopo 625 anni di regno. Il racconto sumero intitolato Gilgamesh e Agga afferma che Agga volle sottomettere la città di Uruk. Malgrado la forza dell'esercito di Kish, Gilgamesh lo costrinse alla ritirata semplicemente mostrandosi dalla sommità delle mura. Il racconto è probabilmente una memoria degli scontri tra Uruk e Kish.

### 2680 a.C. - 2671 a.C.
- c. 2680 a.C.
  - Mesopotamia: Ghilgameš Mitico 5º Re sumero di Uruk
    - Personaggio cardine della mitologia sumera, le sue vicende sono narrate nel primo poema epico della storia dell'umanità, denominato successivamente Epopea di Gilgamesh. Si tratta di una leggenda babilonese, il cui nucleo principale risale ad antiche leggende sumeriche, ma che venne trascritta molto tempo dopo il periodo in cui è ambientata la storia. La prima stesura dell'epopea, pervenutaci in frammenti appartiene alla letteratura sumerica, ma la versione più completa sinora nota venne incisa su undici tavolette di argilla che furono rinvenute tra i resti della biblioteca reale nel palazzo del re Assurbanipal a Ninive, capitale dell'impero assiro. Questa redazione tarda della leggenda, risale al VII secolo a.C.

  - Antico Egitto: Netjerykhet (Djoser) 17º faraone (circa 2680 a.C. -2660 a.C., secondo dati archeologici)- III DinastiaLa piramide a gradoni del faraone DjoserStatua raffigurante il medico ed architetto Imhotep

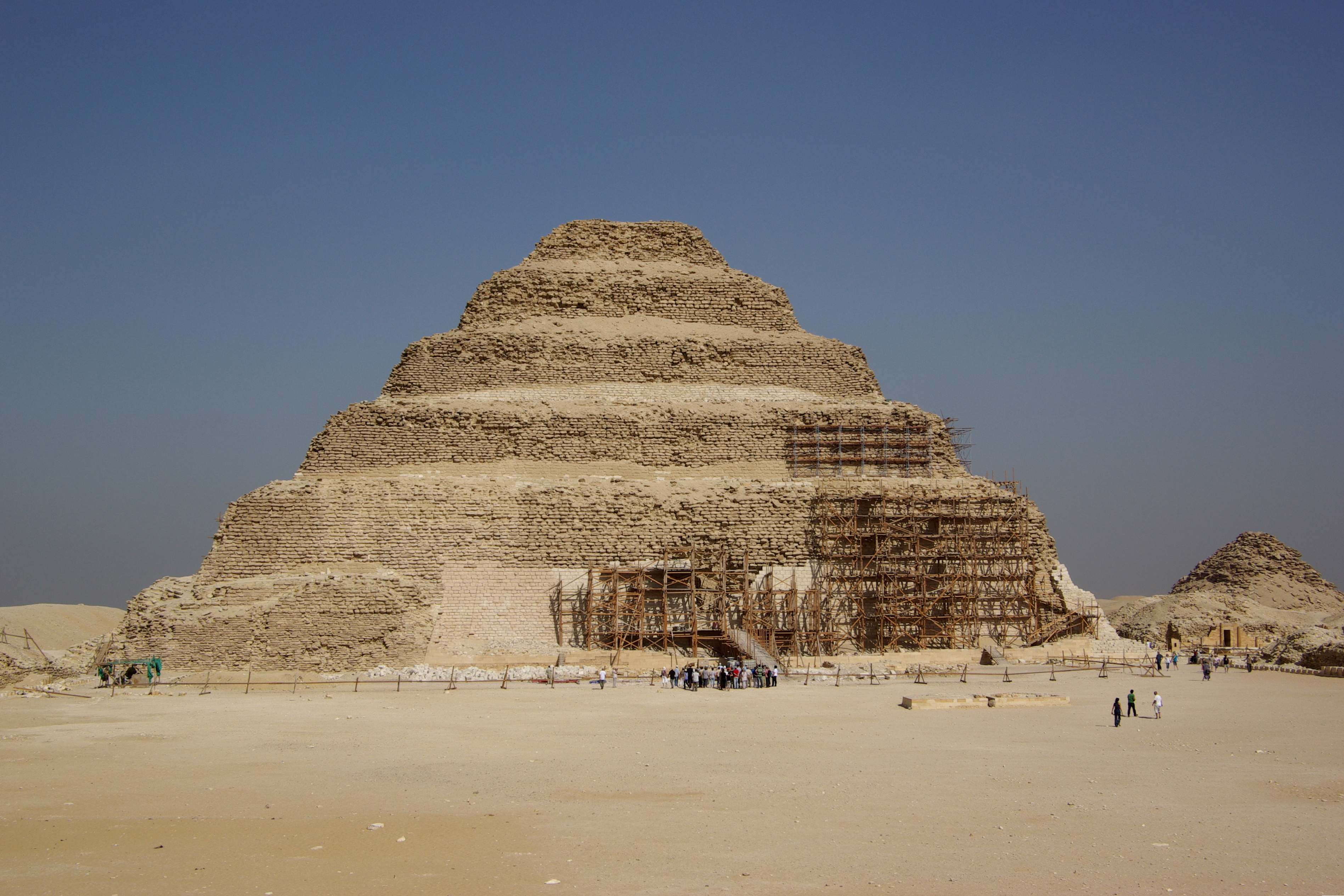
La piramide a gradoni del faraone Djoser

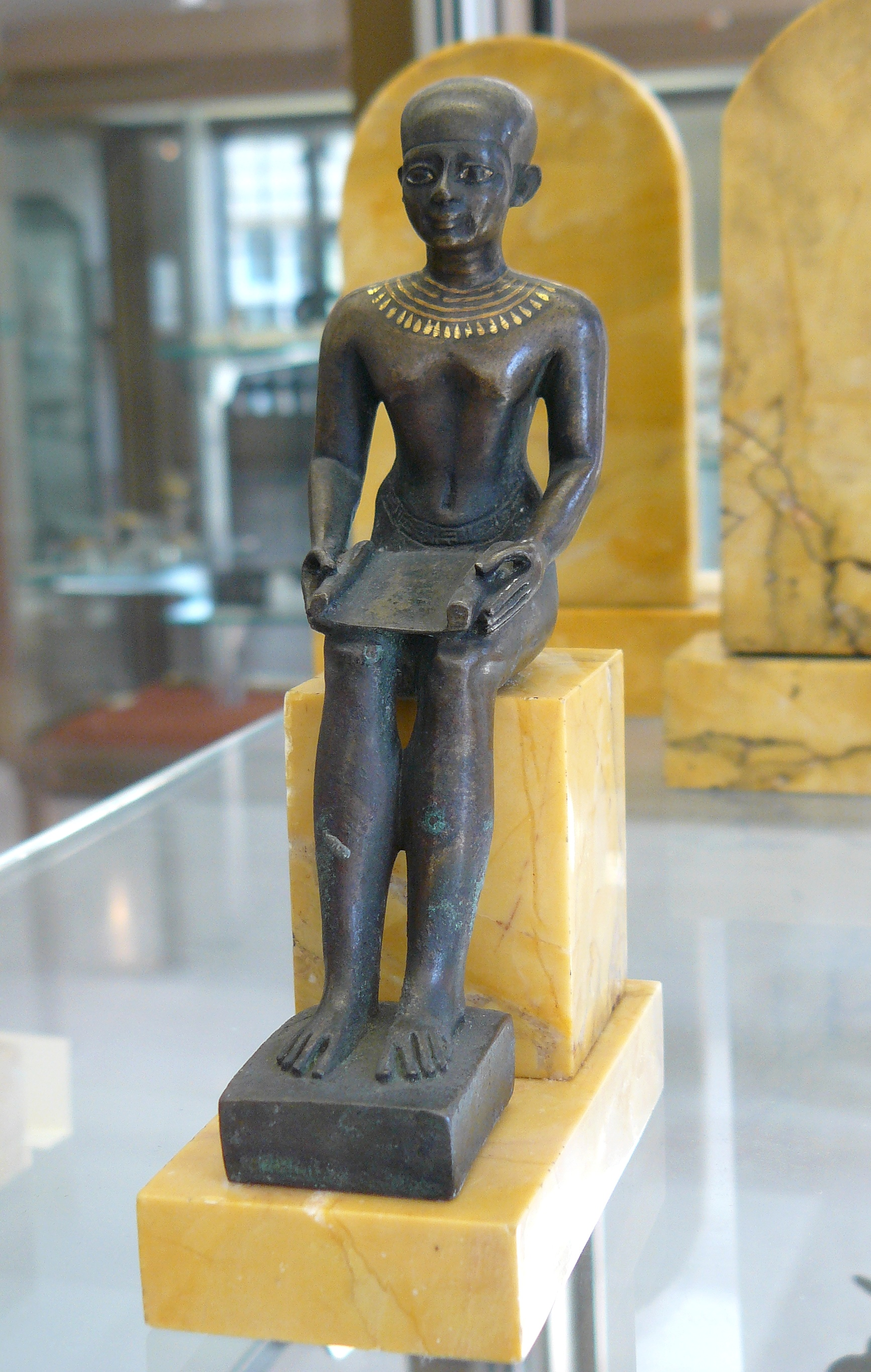
Statua raffigurante il medico ed architetto Imhotep

    - La presenza sulle rocce di Uadi Maghara del nome di questo sovrano conferma che durante il suo regno vi furono spedizioni nella penisola del Sinai, dirette alle miniere di rame ed a quelle di turchese. La fama di questo sovrano, di cui in verità si sa molto poco, è dovuta alla piramide a gradoni di Saqqara, considerata la prima struttura di questo genere, al vasto recinto funerario che la circonda, e al suo architetto Imhotep. A Netjeriket è anche attribuita la costruzione di un tempio ad Eliopoli. Frammenti della decorazione di tale edificio sono ora conservati presso il Museo Egizio di Torino.

### 2670 a.C. - 2651 a.C.
- c. 2670 a.C. - Antico Egitto: Costruzione della piramide a gradoni di Saqqara per opera dell'architetto Imhotep
- c. 2660 a.C. - Antico Egitto: Sekhemkhet (Gioser II) 18º faraone (circa 2660 a.C. -2654 a.C., secondo il Canone Reale)- III Dinastia
  - La scoperta dell'esistenza di questo sovrano risale al 1950 quando, nei pressi della piramide a gradoni di Netjerykhet (Djoser), furono scoperte le fondamenta e la camera sepolcrale di una piramide incompleta attribuita appunto a Sekhemkhet. Gli studiosi ritengono possibile che la causa del mancato completamento della piramide sia stata la prematura morte del sovrano dopo solamente sei anni di regno.
- c. 2654 a.C. - Antico Egitto: Khaba 19º faraone (circa 2654 a.C. -2648 a.C., secondo il Canone Reale)- III Dinastia
  - Nella posizione che dovrebbe essere occupata da questo sovrano sia la lista Abido sia il Canone Reale riportano i termini hudjefa e sedjes che hanno il significato di lacuna. È quindi possibile che le stesse fonti su cui sono basati questi documenti del Nuovo Regno fossero incomplete o che alcuni nomi fossero stati cancellati. Se la posizione nella sequenza è corretta i nomi mancanti dovrebbero corrispondere a Horo Khaba, nome attestato da reperti archeologici, che dovrebbe anche corrispondere a Mesochris nella lista di Manetone. Il nome di Khaba compare su alcuni frammenti di vasellame provenienti da una tomba leggermente a nord di quella conosciuta come piramide a strati a Zawyet el-Aryan. Questa struttura, mai completata, potrebbe essere stata iniziata appunto da questo sovrano e abbandonata alla sua morte.Se queste ipotesi sono corrette allora è ben difficile accettare, per questo sovrano, un regno di 19 anni come risulterebbe dalla lista di Manetone (il Canone Reale gliene attribuisce solamente 6).

### 2650 a.C. - 2621 a.C.
- c. 2650 a.C. - Mesopotamia: Ur-Nungal Mitico 6º Re sumero di Uruk - I dinastia di Uruk
  - La Lista dei re sumeri lo pone dopo Gilgamesh, di cui è ritenuto figlio, e gli assegna 30 anni di regno, dal 2650 alla morte.
- c. 2648 a.C. - Antico Egitto: Nebkara 20º faraone (circa 2648 a.C. -2632 a.C., secondo la lista di Saqqara)- III Dinastia
  - Le uniche iscrizioni contemporanee che ci sono pervenute sono alcuni frammenti di iscrizioni ritrovati nei pressi della piramide di Meidum, frammenti ove il nome del sovrano è riportato in scrittura ieratica.Alcuni studiosi associano a Nebkara la mastaba 17 di Meidum che tra l'altro conserva il più antico esempio di sarcofago in pietra da noi conosciuto.
- c. 2637 a.C. - Cina: secondo la tradizione, l'imperatore cinese Huang Di introduce il primo ciclo del calendario cinese.
- c. 2634 a.C. - Cina: secondo una leggenda, Huang Di utilizzò un carro con una statua che puntava sempre nella stessa direzione nonostante le curve compiute dal veicolo.
- c. 2632 a.C. - Antico Egitto: Huni 21º faraone (circa 2632 a.C. -2608 a.C., secondo il Canone Reale) - III Dinastia
  - La posizione di Huni come ultimo sovrano della dinastia gli viene dal Canone Reale che lo pone prima di Nebmaat (Snofru), fondatore della IV dinastia e gli assegna un regno di 24 anni. Tale posizione è confermata anche dal Papiro Prisse e dal Papiro Westcar che alludono ad Huni come al padre di Snofru che sarebbe nato da una sposa secondaria di nome Meresankh. Proprio a causa della sua non appartenenza alla discendenza diretta, sempre secondo il racconto del papiro Westcar, Snofru avrebbe sposato, per legittimare le sue pretese al trono, la principessa Hetep-heres figlia di Huni e della sposa principale indicata con il titolo di Figlia del Re e sposa del Re. Nel Canone Reale, cosa del tutto eccezionale, è riportato il fatto che Huni ha costruito Seshem. A questo sovrano è anche attribuita la costruzione di una fortezza sull'isola di Elefantina. la presunta attribuzione ad Huni della piramide di Meidum manca solide di prove archeologiche, che non siano la considerazione che avendo regnato abbastanza lungo avrebbe avuto il tempo per completare il suo monumento funebre.

### 2620 a.C. - 2601 a.C.

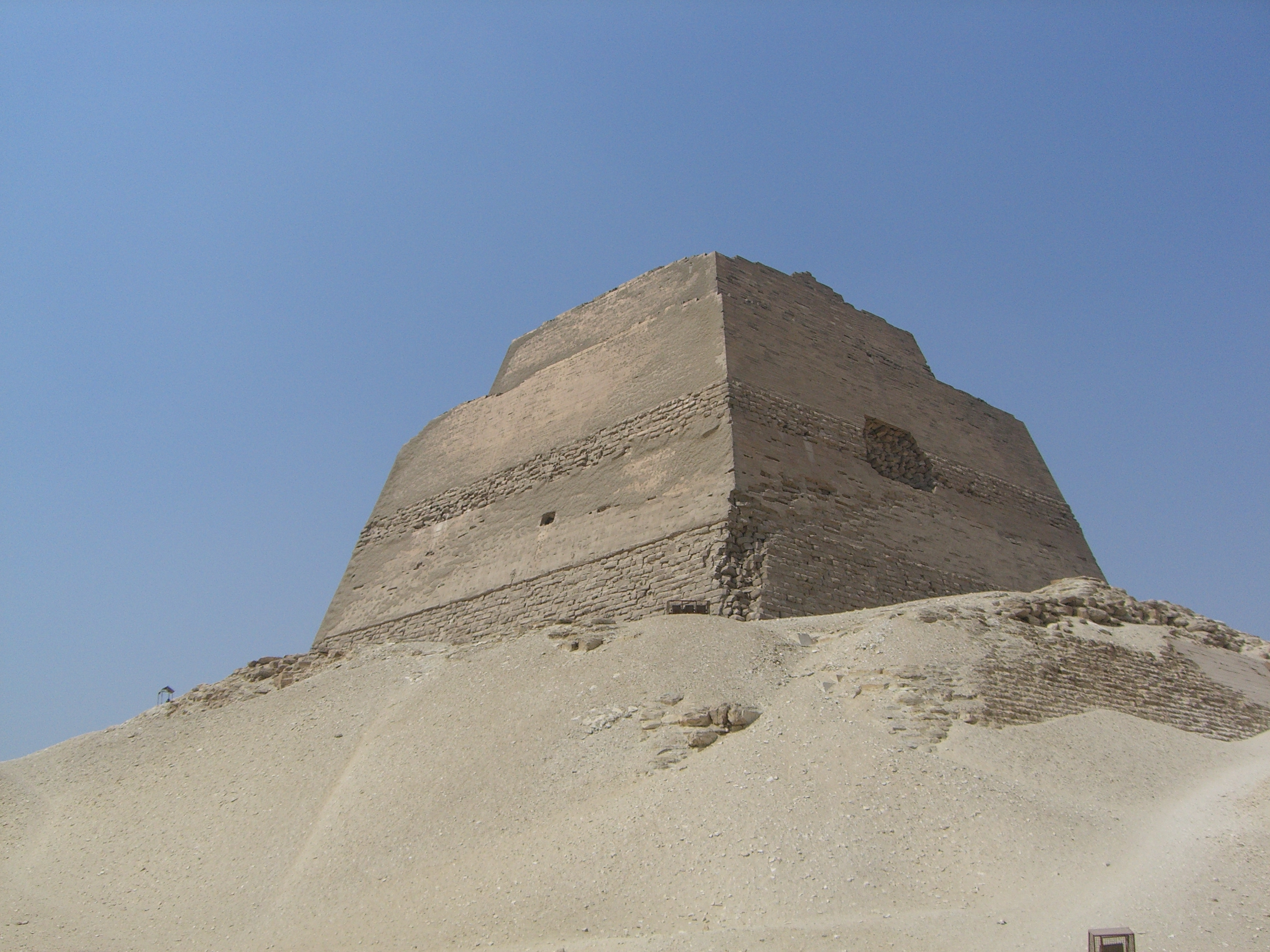
Stato attuale della piramide di Meidum

- c. 2620 a.C. - Mesopotamia: Udul-Kalama Mitico 7º Re sumero di Uruk - I dinastia di UrukStato attuale della piramide di Meidum. La Lista dei re sumeri lo pone dopo il padre Ur-Nungal (a sua volta figlio di Gilgamesh) e gli assegna 15 anni di regno, si crede dal 2620 alla morte. Gli sarebbe successo La-Ba'shum.
- c. 2617 a.C. - Il-Shu, secondo la lista dei re sumeri, è stato il primo Re della città di Mari, importante snodo commerciale fra la Mesopotamia e l'Asia minore. Detto anche Anbu, Il suo regno dovrebbe collocarsi fra il 2617 ed il 2587 a.C[11].
- c. 2610 a.C. - Antico Egitto: Costruzione della piramide di Meidum (prima piramide a forma classica).
  - È stata la prima piramide della storia ad avere la forma classica, e forse proprio per questo, a causa dell'inesperienza degli architetti, la struttura collassò scoprendo di nuovo l'originale aspetto a gradoni. La piramide contiene una camera mortuaria posta al livello delle fondazioni con un passaggio d'ingresso situato a un terzo di altezza sulla facciata nord.
- c. 2608 a.C. - Antico Egitto: Inizio della IV Dinastia.
  - Nebmaat (Snefru) 22º faraone (circa 2632 a.C. -2579 a.C., secondo il Canone Reale)- IV Dinastia.
    - Del suo regno (durato 24 o 29 anni a seconda delle fonti) la Pietra di Palermo riporta due campagne militari, una in Nubia e l'altra contro le tribù libiche. Sempre la Pietra di Palermo cita anche l'arrivo di un convoglio da Biblo, composto da quaranta navi cariche di legno di cedro. È possibile che la sua ascesa al trono sia stata favorita dall'aver sposato una figlia di Huni (ultimo sovrano della precedente dinastia). A questo sovrano vengono attribuite entrambe le piramidi di Dahshur, nei pressi di Saqqara chiamate Snefru appare nella gloria del sud e Snefru appare in gloria. Durante il suo regno compare per la prima volta il cartiglio, l'ovale che racchiude il prenomen del sovrano nesut-biti.
- c. 2605 a.C. - Mesopotamia: La-Ba'shum Mitico 8º Re sumero di Uruk - I dinastia di Uruk. La Lista dei re sumeri lo pone dopo Udul-Kalama e gli assegna 9 anni di regno, si crede dal 2605 alla morte (2596 a.C.).

### 2600 a.C.
- Mesopotamia
  - Inizio del Periodo protodinastico II (dal 2750 a.C. fino al 2600 a.C.)
  - Presunto insediamento della II dinastia di Kish
    - La Lista dei re sumeri riporta in questa dinastia 7 re: fra parentesi gli anni di regno attribuiti dalla tradizione: Susuda (201), Dadasig(81), Mamagal il battelliere(360), Kalbum(195), Tuge(360), Men-Nuna(180), nome illeggibile(290 anni), Lugalngu(360) -Quindi Kish fu sconfitta e la regalità fu assunta da Hamazi

  - Primi insediamenti di Accadi (di origine semitica) in Alta Mesopotamia
    - Benché la loro provenienza venga ancora ritenuta incerta, furono forse originari del deserto arabico o forse presero parte delle migrazioni avvenute prima del 2600 a.C. dai monti settentrionali degli Zagros (Iran occidentale). La religione accadica appartiene al ceppo delle religioni semitiche dell'Asia Minore. Essa era infatti la religione della più antica popolazione semitica della Mesopotamia, stabilitasi a nord dei Sumeri. Gli Accadi derivavano il loro nome dalla città di Akkad, posta sulle rive dell'Eufrate, e capitale dell'omonimo regno.

  - Rapporti commerciali fra Sumeri e Cultura Dilmun (Bahrain) e Cultura Meluhha (India).
    - Esistono testimonianze sia scritte che archeologiche del fatto che la civiltà araba di Dilmun avesse intrecciato delle relazioni commerciali con la Mesopotamia e la Valle dell'indo. Alcuni sigilli d'argilla provenienti dalla città di Harappa nella Valle dell'indo sono state trovate in alcuni siti sauditi, così come un certo numero di questi stessi sigilli sono stati trovati negli scavi dell'antica Ur e in altri siti archeologici della regione mesopotamica. D'altro canto tracce di sigilli circolari utilizzati dalla civiltà di Dilmun, sono stati trovati a Lothal in Gujarat e in India e a Failaka, testimoniando l'esistenza di una lunga rotta commerciale via mare che si estendeva dalla regione della Penisola Araba fino in Mesopotamia e nella Valle dell'Indo.
- Antica Grecia: Periodo di Troia II, fino al 2250 a.C.Strati del sito archeologico di Troia:
     Troia I     Troia II     Troia VI     Troia VII     Troia VIII-IX

Strati del sito archeologico di Troia:
Troia I
Troia II
Troia VI
Troia VII
Troia VIII-IX

  - distruzione di Troia per un incendio- Piccola città con mura caratterizzate da porte enormi, presenza del mégaron (palazzo reale) e case in mattoni crudi che recano segni di distruzione da incendio, che Schliemann suppose potessero riferirsi ai resti della reggia di Priamo rasa al suolo dagli Achei
- Cina: secondo la tradizione, Huang Di e Yandi battono Chi You nella battaglia per il controllo della valle di Huang He.
  - Chi You era leggendario re degli hmong (detti anche Miao, etnia sita al confine fra Cina, Vietnam e Laos, considerati dai cinesi una tribù barbara), dio della guerra ed inventore delle armi in metallo. I hmong furono sconfitti a Zhuolu dagli eserciti uniti di Huang Di e di Yandi, condottieri della tribù Huaxia (antenati della civiltà cinese), che volevano il controllo della valle di Huang He (Fiume giallo). La battaglia fu combattuta in una fitta nebbia e si racconta che gli Huaxia ebbero la meglio grazie all'uso della bussola magnetica.

### 2599-2561 a.C.
- c. 2599 a.C. - Cina: secondo la tradizione, muore il 1º imperatore della Cina, il mitico Huang Di.
- c. 2597 a.C. - Cina: Sale al trono in Cina il mitico Shaohao, il 2º dei 5 imperatori (2597 a.C. - 2514 a.C.)
  - A parte le leggende, Shaohao è considerato generalmente come figlio dell'Imperatore giallo Huang Di. Era il capo del popolo Yi, e spostò la loro capitale a Qufu nello Shandong. Dopo aver governato per ottantaquattro anni, gli succedette suo nipote Zhuanxu. La tradizione colloca la tomba di Shaohao, edificata molto probabilmente durante la dinastia Song a forma di grande piramide, nell'attuale villaggio di Jiuxian ("vecchia prefettura"), ad est di Qufu, nella provincia dello Shandong.
- c. 2596 a.C. - Mesopotamia: En-Nun-Tarah-Ana Mitico 9º Re sumero di Uruk - I dinastia di Uruk. La Lista reale sumerica lo pone dopo La-Ba'shum e gli assegna 8 anni di regno, si crede dal 2596 alla morte
- c. 2594 a.C. - Antico Egitto: Costruzione delle piramidi di Dahshur
  - La Necropoli di Dahshur è un agglomerato costituito da vari complessi piramidali, da sepolture di nobili, da un villaggio di operai e funzionari, ubicato tra Saqqara sud ed il sito archeologico di Mazguneh e a 45 chilometri dal Cairo. A Dahshur avvenne il passaggio molto importante dalla piramide a gradoni alla prima piramide vera e propria che è quella di Snefru detta piramide rossa o settentrionale, costruita in pianta quadrata con un'inclinazione di 45º e progenitrice di quella più famosa di Cheope alla quale però non è inferiore per caratteristiche costruttive.
- c. 2588 a.C. - Mesopotamia: Mesh-He Mitico 10º Re sumero di Uruk - I dinastia di Uruk. La Lista reale sumerica lo pone dopo En-Nun-Tarah-Ana e gli assegna 36 anni di regno, si crede dal 2588 alla morte.
- c. 2587 a.C. - Anba, secondo re di Mari, prima dinastia; il suo nome significa figlio di Anbu[11].
- c. 2579 a.C. - Antico Egitto: Medjedu (Cheope) 23º faraone - (circa 2579 a.C. -2556 a.C., secondo il Canone Reale e von Beckerath)- IV DinastiaPiccola statuetta del faraone Cheope.

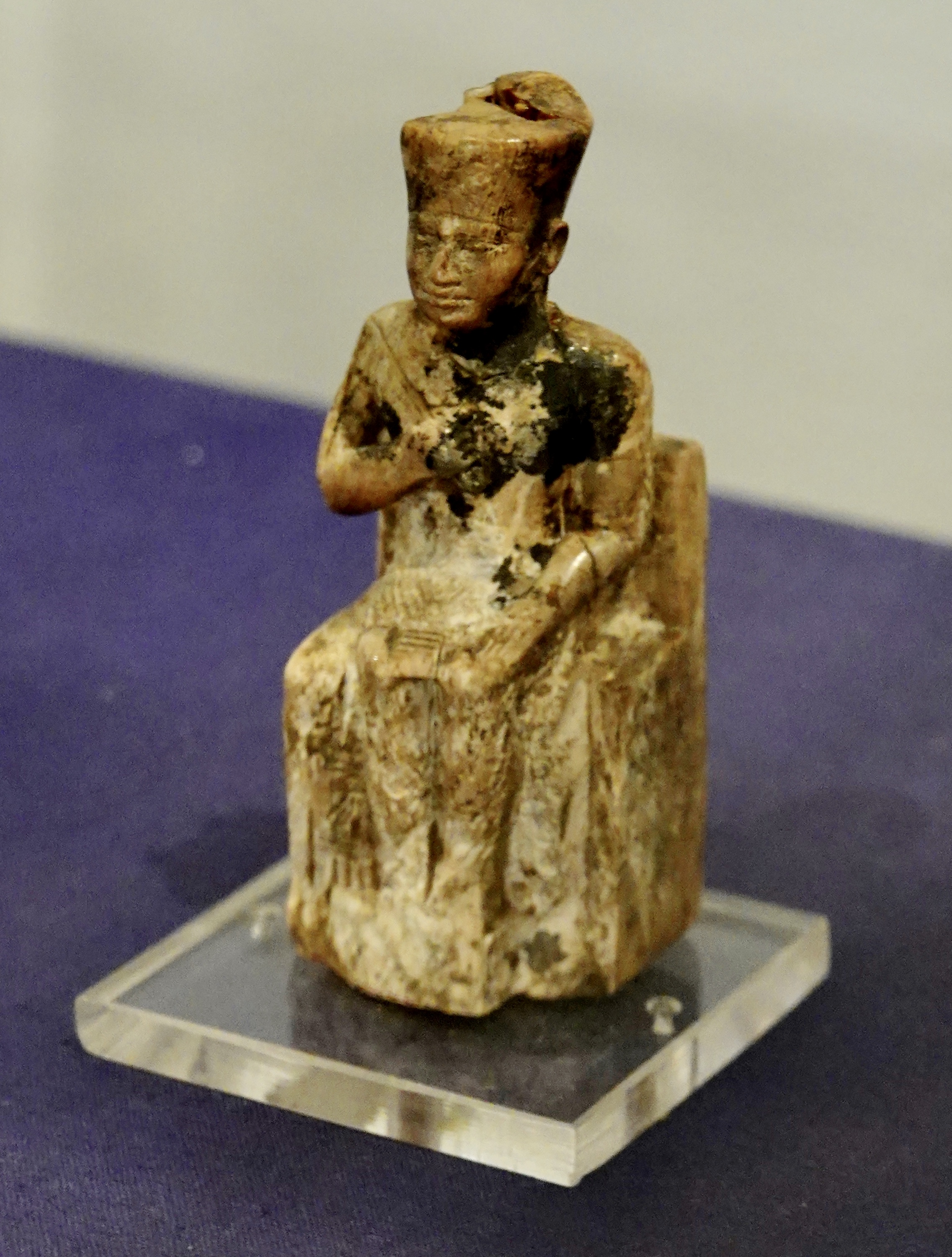
Piccola statuetta del faraone Cheope

  - Figlio di Nebmaat e della regina Hetep-heres, il suo nome è legato al più famoso dei monumenti rimasti dell'Antico Egitto: la Grande Piramide o Piramide di Cheope che si trova nella vasta necropoli di Giza.Per quanto possa sembrare strano di questo sovrano non si sa quasi nulla e di lui, a parte il suo monumento funebre (nel quale non è comunque mai stato trovato alcun cartiglio con il suo nome), si possiede solo una piccola statua in avorio (alta circa 7,5 cm) attribuibile con sicurezza, che si trova al museo del Cairo. La Pietra di Palermo riporta che durante il suo regno venne eretta una statua alta sette metri e venne realizzata un'altra statua interamente in oro. Nel Papiro Westcar Medjedu è descritto come un sovrano benevolo a differenza di quanto riporta lo storico greco Erodoto, che - scrivendo più di duemila anni dopo rispetto ai fatti storici narrati - lo descrive come un tiranno che avrebbe schiavizzato il popolo allo scopo di erigere il proprio monumento funebre (la piramide). Un'incisione con il suo nome si trova presso lo Uadi Maghara nella penisola del Sinai. Il suo culto è attestato a Menfi ancora durante la XVI dinastia.
- c. 2570 a.C. - Antico Egitto: Costruzione della Piramide di CheopeLe piramidi di Giza

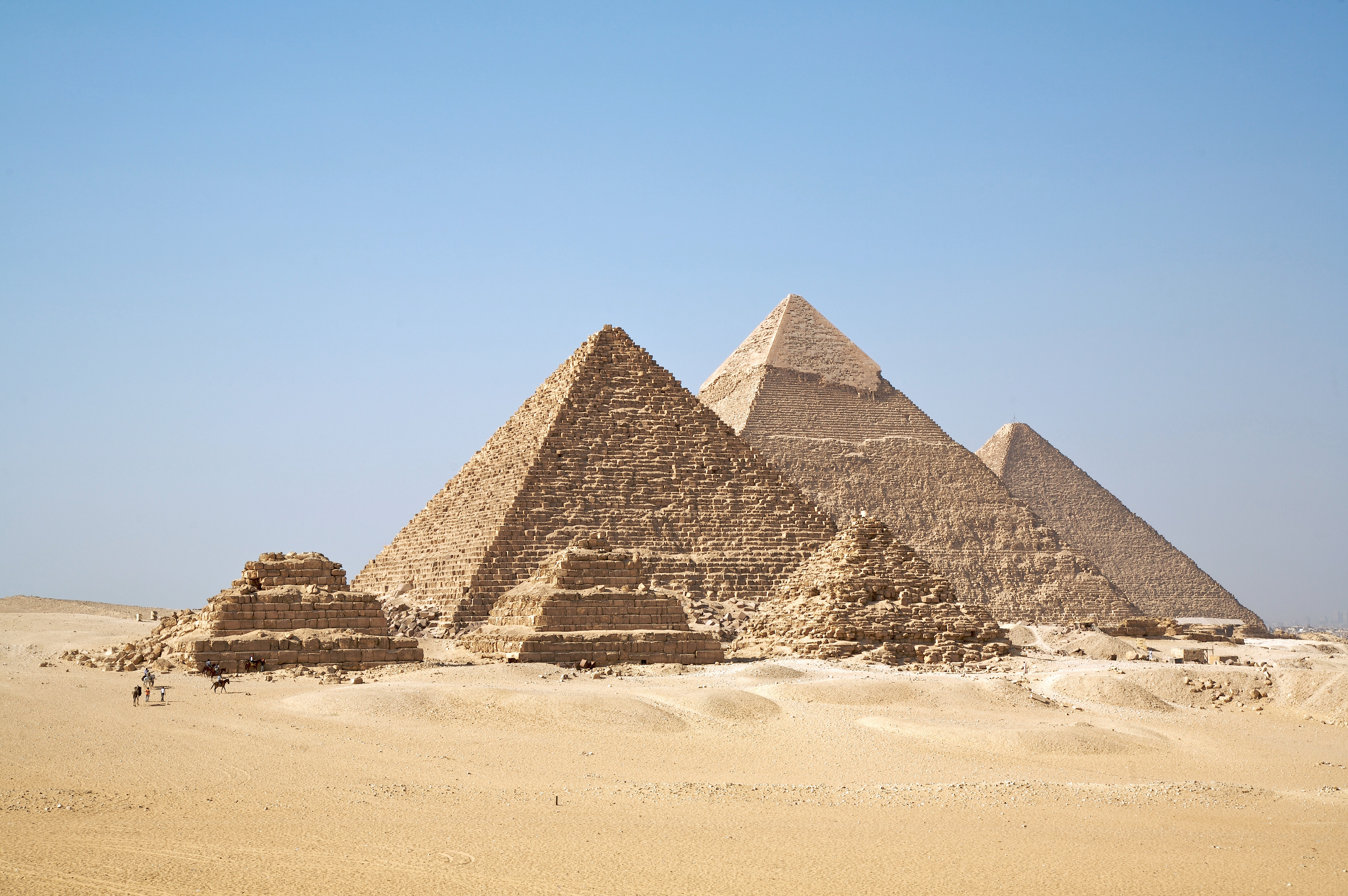
Le piramidi di Giza

  - La Piramide di Cheope a Giza, anche detta Grande piramide, è l'unica delle sette meraviglie del mondo antico che sia giunta sino a noi, nonché la più grande piramide egizia e la più famosa piramide del mondo. È la più grande delle tre piramidi della necropoli di Giza vicino al Cairo. Costruita, si presume, intorno al 2570 a.C., è rimasta l'edificio più alto del mondo per circa 3800 anni, fino a circa il 1300 d.C., quando fu costruita la Cattedrale di Lincoln in Inghilterra

### 2560 a.C. - 2551 a.C.
- c. 2556 a.C. - Antico Egitto: Kheper (Djedefra) 24º faraone - (circa 2556 a.C. -2547 a.C., secondo von Beckerath)- IV Dinastia
  - Di Kepher si sa molto poco, il Canone Reale gli attribuisce un regno di soli otto anni, ma sono stati trovati riferimenti al suo undicesimo censimento del bestiame (sistema usato per registrare gli anni di regno di un sovrano). Se questi censimenti continuavano ad avvenire ogni due anni (come sotto le dinastie precedenti), allora il regno di Kheper diventerebbe di almeno 22 anni (11 se il censimento era diventato annuale). Figlio di Cheope, sposò la sorellastra Hetepheres II, forse per rafforzare il suo diritto al trono essendo la madre solamente una moglie secondaria di Medjedu. Basandosi sul ritrovamento di sue statue spezzate volontariamente e di tentativi di abrasione del nome su alcuni monumenti è stato ipotizzato che questo sovrano sia stato considerato un usurpatore e quindi condannato alla damnatio memoriae. Tale ricostruzione, che prevederebbe anche l'eliminazione del fratello Kuaf, legittimo erede al trono, è però messa in dubbio dalla circostanza, comprovata da alcuni graffitti rinvenuti nelle fosse delle barche solari del padre, che fu appunto Kheper a celebrare i riti funebri per il sovrano scomparso, circostanza che sembrerebbe ipotizzare una successione regolare. A Kheper è attribuita una piramide ad Abu Rawash (circa 8 km a nord di Giza), scoperta nella prima metà del Novecento dall'archeologo francese Emile Chassinat. Chassinat, dopo aver scoperto le statue danneggiate e aver notato la grande quantità di blocchi calcarei e di granito di Assuan presenti sul sito, inferì che la piramide non fosse mai stata completata, o che addirittura fosse stata distrutta dalla stessa famiglia di Kepher, come segno di vendetta per l'uccisione di Kuaf. Oggi si tende a considerare la faida interna alla IV dinastia, ipotizzata da Chassinat e da altri egittologi del suo tempo, come frutto di un grossolano errore di interpretazione delle fonti, e la maggior parte degli archeologi è convinta che la piramide sia stata terminata, ma che fu smantellata in epoca romana per costruire altri edifici. La piramide, grazie al fatto di essere edificata in cima a una collina, sarebbe stata alta 154 metri, 7 in più della piramide di Cheope. Anche i materiali utilizzati sarebbero stati più pregiati di quelli delle altre piramidi. L'edificazione avrebbe richiesto otto anni di lavoro e quindicimila persone. Nel complesso quindi sarebbe stata la più imponente piramide egizia mai costruita.[12]
- c. 2552 a.C. - Mesopotamia:
  - Fine dell'egemonia di Uruk: Egemonia di Ur
  - Mesannepada Mitico 1º Re sumero di Ur - Fondatore della I Dinastia di Ur
    - Avrebbe governato per 80 anni. Mesannepada sconfisse Meslim di Kish e Mesh-He di Uruk. Esso portò doni ai re di Mari e secondo un'iscrizione trovata in questa città su un tondino di lapislazzuli, suo padre era Meskalamdug. Sui sigilli della necropoli reale di Ur, sono stati trovati inoltre i nomi di Mesannepada e dei suoi predecessori Meskalamdug e Akalamdug, con quello della regina Puabi.

  - Melem-Ana Mitico 11º re sumero di Uruk - I dinastia di Uruk
    - La Lista dei re sumeri lo pone dopo Mesh-He e gli assegna 6 anni di regno, si crede dal 2552 alla morte

### 2550 a.C. - 2526 a.C.
- c. 2547 a.C. - Antico Egitto:Userib (Chefren) 25º faraone - (circa 2547 a.C. -2521 a.C., secondo von Beckerath)- IV Dinastia
  - È probabile che Userib fosse figlio di Cheope e fratellastro quindi di Kheper. Una possibile ricostruzione dei fatti legati alla successione di Cheope è la seguente: essendo già morto Kuaf, primogenito e successore predestinati, secondo una versione dei fatti ucciso da Kheper, la lotta per la successione si svolse appunto tra Kheper e Userib (un altro figlio di Medjedu, Hardedef, ricordato ancora nel Nuovo Regno come sapiente non entrò in lizza). Kheper riuscì a salire al trono, ma vi rimase per pochi anni come dimostra l'incompletezza della sua piramide (vedi Abu Rawash). Alla morte di Kheper Userib, con l'appoggio degli altri fratelli e della madre, ricondusse allora il trono nella linea di discendenza principale escludendo da questa i figli del predecessore. Per quanto riguarda la durata del regno di Userib, oltre al riferimento di Manetone, di 66 anni, esiste un'incisione su un blocco di pietra che cita l'anno della 13ª ricorrenza (computo del bestiame) che potrebbe quindi corrispondere all'anno 26 di regno. Il monumento funebre di questo sovrano, eretto anch'esso a Giza, conosciuto come Piramide di Chefren, è secondo per grandezza solo alla piramide di Cheope. Ad Userib era anche attribuita la costruzione della Sfinge di Giza, attualmente interpretata come un'imponente raffigurazione del padre in forma di leone accovacciato con testa umana. Il monumento, che si trova a fianco del viale che conduce dal tempio a valle alla piramide, venne probabilmente ricavato da un affioramento di roccia proprio nella zona delle cave delle pietre usate per la costruzione della piramide stessa.
  - Costruzione della Sfinge di GizaLa sfinge con la Piramide di Userib

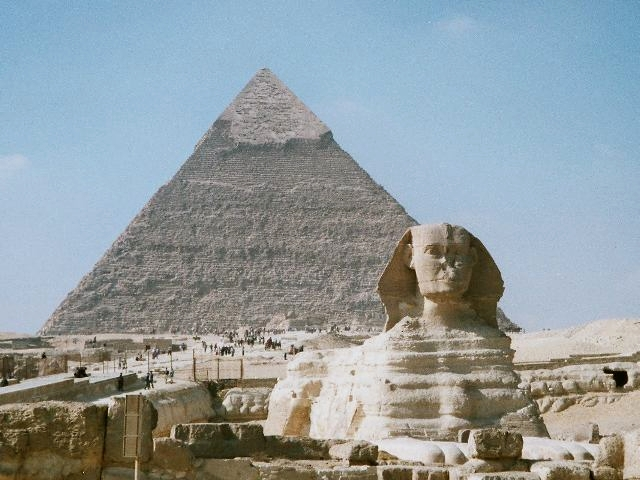
La sfinge con la Piramide di Userib

    - La sfinge di Giza è la più grande statua monolitica del mondo: è lunga circa 74 metri, alta circa 20 metri e larga 6 metri, di cui solo la testa è 4 metri. Fu costruita più di 2.500 anni prima di Cristo e raffigura una sfinge, più precisamente un'androsfinge, essere mitologico con volto umano e corpo di leone accovacciato.

  - Costruzione della Piramide di Chefren
    - Come grandezza, la piramide di Chefren, è la seconda dopo la famosa piramide del padre Cheope con grandi blocchi grezzi ed irregolari disposti con scarsa precisione nella prima metà mentre verso la sommità appaiono disposti più regolarmente, anche se movimenti sismici si sono ripercossi sulle pietre spostandole di vari millimetri. Presenta due ingressi dovuti ad un cambiamento del progetto iniziale, uno a circa 11,54 metri di altezza e l'altro a livello del suolo, che è quello attualmente usato.
- c. 2546 a.C. - Mesopotamia: Lugal-Kitun Mitico 12º Re sumero di Uruk - I dinastia di Uruk. La Lista dei re sumeri lo pone dopo Mesh-He e gli assegna 36 anni di regno, si crede dal 2546 a.C. alla morte. Dopo di lui si conclude la I dinastia di Uruk. Come recita la Lista dei re sumeri, infatti, Quindi Unug [Uruk] fu sconfitta e la regalità fu assunta da Urim [Ur].
- c. 2540 a.C. - Zizi quarto re di Mari, prima dinastia; il suo epiteto era il più pieno[11].

### 2525 a.C. - 2501 a.C.
- c. 2525 a.C. - Mesopotamia: Puabi Mitica 2º Regina/Sacerdotessa sumera di Ur - I Dinastia di Ur
  - Si colloca la sua esistenza fra il 2600 e il 2500 a.C., e la si elenca fra i sovrani della prima dinastia di Ur. Non si conosce con certezza se si trattasse realmente di una sovrana o solo di una sacerdotessa: all'interno del Cimitero reale di Ur, è stato infatti rinvenuto un sigillo cilindrico in cui Puabi viene chiamata "Nin", che può essere tradotto sia come "Regina" che come "Sacerdotessa". Si ritiene dunque possibile che ella ricoprisse entrambi i ruoli, come era solito accadere al principio della storia sumera, in cui potere religioso e politico si univano in una sola persona.
- c. 2521 a.C. - Antico Egitto: Baka (Egitto) presunto 26º faraone - (circa 2521 a.C. -2514 a.C., secondo von Beckerath) - IV Dinastia
  - Figlio maggiore di Kheper il suo nome compare su una statua rinvenuta ad Abu Rawash. La collocazione e la stessa storicità di questo sovrano si collocano nella complessa questione della successione a Cheope. L'esiguità dei dati conosciuti non permettono una chiara ricostruzione delle vicende in questione.
- c. 2520 a.C. - Mesopotamia: Ikun-Shamash 1º Re del secondo regno di Mari. Il suo regno si colloca circa fra il 2520 e il 2480 a.C., e il suo successore fu Ilshu, secondo una lista conservata negli archivi di Ebla.Pittura muraria raffigurante l'imperatore Zhuanxu, l'iscrizione recita Il dio Zhuanxu, Gao Yang, nipote dell'Imperatore Giallo e figlio di Chang Yi'
- c. 2514 a.C.

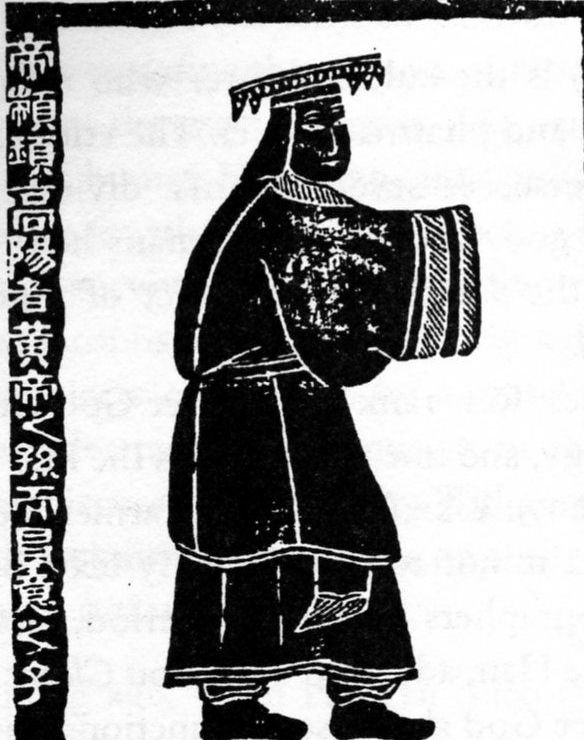
Pittura muraria raffigurante l'imperatore Zhuanxu, l'iscrizione recita Il dio Zhuanxu, Gao Yang, nipote dell'Imperatore Giallo e figlio di Chang Yi'

  - Antico Egitto: Kakhet (Micerino) 27º faraone - (circa 2514 a.C. - 2486 a.C., secondo von Beckerath)- IV Dinastia
    - Tenendo conto che il suo monumento funebre rimase incompleto e che la datazione più alta per Kakhet è il suo undicesimo censimento del bestiame (di regola biennale), gli storici sono propensi ad attribuirgli un regno di 18 anni, in accordo con il Canone Reale, ed alcune irregolarità nello svolgimento dei censimenti del bestiame. Il complesso funebre di Kakhet si trova a Giza; la piramide, detta Kakhet è divino, più piccola di quella dei suoi predecessori, rimase incompleta nel rivestimento, che avrebbe dovuto essere interamente di granito rosso di Assuan, probabilmente a causa della prematura morte del sovrano.

  - Cina: Sale al trono in Cina il mitico Zhuanxu - (circa 2514 a.C. - 2436 a.C.), il 3º dei 5 imperatori
    - Zhuanxu (cinese tradizionale: 顓頊; cinese semplificato: 颛顼; pinyin: Zhuānxū), conosciuto anche comeGaoyang (cinese tradizionale: 高陽; cinese semplificato: 高阳; pinyin: Gāoyáng) è un leggendario monarca dell'antica Cina. È il nipote dell'Imperatore giallo Huang Di e avrebbe governato circa 2.500 anni avanti Cristo. Condusse i membri del clan Shi in una migrazione ad ovest verso l'attuale Shandong, dove si unirono al clan Dongyi e accrebbero la loro influenza tribale attraverso i matrimoni misti. A vent'anni divenne il loro sovrano, morendo dopo 78 anni di regno. Contribuì a realizzare un calendario unificato, si occupò di astrologia, introdusse riforme religiose contro lo sciamanesimo, sostenne il patriarcato in opposizione al precedente sistema matriarcale e proibì il matrimonio tra membri della stessa famiglia.
- c. 2510 a.C.
  - Mesopotamia: Fine della I Dinastia di UrukPiramide di Micerino

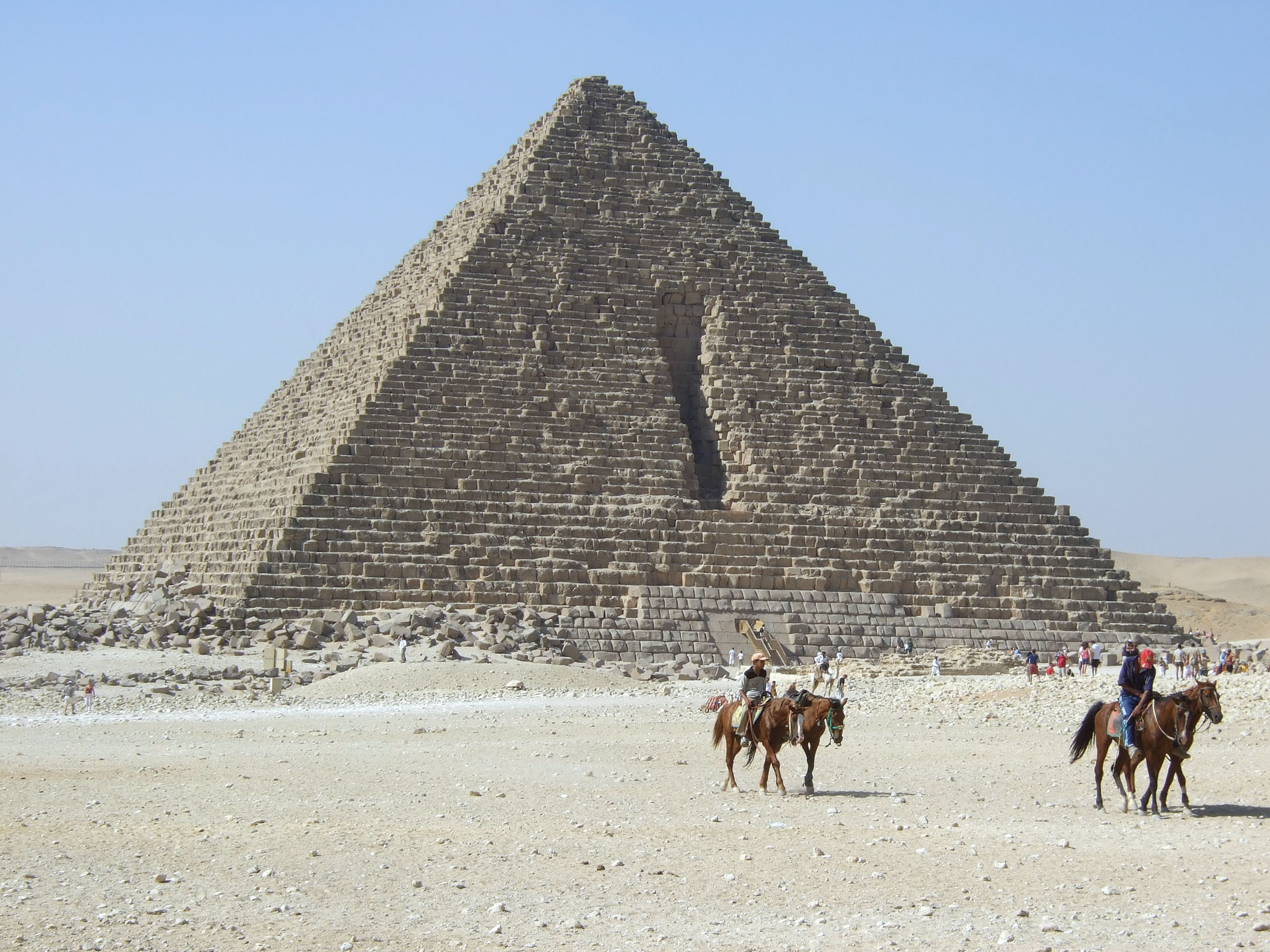
Piramide di Micerino

    - Secondo la Lista dei re sumeri, muore Lugal-Kitun, l'ultimo re della I dinastia di Uruk. Ma già da tempo Uruk aveva perso la sua egemonia, a vantaggio di Ur, in quanto il 1º Re della I Dinastia di Ur, Mesannepada, sconfisse e uccise Mesh-He di Uruk, presumibilmente 40 anni prima. Si ritiene dunque che i suoi successori fossero tributari di Ur.
    - Secondo la Lista dei re sumeri, a Lagash sale al trono Lugal-Sha-Gen-Sur ultimo dei Grandi Sacerdoti-Re o Patesi[13]

  - Antico Egitto: Costruzione della Piramide di Micerino
    - Costruita circa 450 metri a sud-ovest rispetto alla piramide di Chefren, dimostra la fretta del costruttore che la edificò in più riprese, con materiali vari e varie tecniche. Il suo volume non supera i 250.000 metri cubi ossia un decimo di quella di Cheope presentando la particolarità dei blocchi molto più grandi anche di quella di Chefren ma purtroppo le facce della piramide hanno superfici imperfette e le pietre sembrano sistemate senza l'armonia delle altre due. In origine la piramide avrebbe dovuto essere tutta ricoperta dello spettacolare granito rosso di Assuan ma la prematura morte di Micerino la fece frettolosamente terminare dal XVI corso in su con il bianco calcare di Tura. Il lato nord conserva parte del rivestimento che però verso l'alto non risulta liscio dando così l'impressione di un lavoro non terminato. Vi è anche un'ampia e orrenda breccia, dovuta al figlio di Saladino,[14] al-Malik al-ʿAzīz ʿUthmān b. Yūsuf, che l'aprì nel 1196 per cercare l'aureo corredo funerario del sovrano Micerino.

## Cronologie
| Cronologia precedente: Storia Antica 3500 a.C. circa 3001 a.C. circa | Cronologia corrente: Storia Antica Dal 3000 a.C. circa al 2501 a.C. | Cronologia seguente: Storia Antica 2500 a.C. 2001 a.C. |